# Чемпионат России по самбо 2000
Чемпионат России по самбо 2000 года среди мужчин прошёл в Москве 17—19 марта в спортивном комплексе «Измайлово». В соревнованиях приняли участие 277 спортсменов. Главным судьёй соревнований был Василий Перчик. В командном зачёте первенствовала сборная Нижегородской области.

## Медалисты
| Весовая категория | Золото                             | Серебро                          | Бронза                                                             |
| ----------------- | ---------------------------------- | -------------------------------- | ------------------------------------------------------------------ |
| до 52 кг          | Руслан Кишмахов Карачаево-Черкесия | Схатбий Альхаов Майкоп           | Андрей Кораблёв Нижний Новгород Степан Петров Курган               |
| до 57 кг          | Дмитрий Шишкин Тула                | Евгений Саушкин Новокузнецк      | Александр Паньков Краснокамск Алексей Смирнов Нижний Новгород      |
| до 62 кг          | Сергей Гордеев Заречный            | Алексей Архипов Кстово           | Максим Антипов Петрозаводск Сергей Матюков Выкса                   |
| до 68 кг          | Михаил Мартынов Москва             | Александр Караханов Пермь        | Арменак Степанян Армавир Алексей Галкин Кстово                     |
| до 74 кг          | Сергей Колесников Курган           | Аслан Анаев Майкоп               | Игорь Сорокин Дзержинск Роман Болотский Москва                     |
| до 82 кг          | Сергей Смирнов Москва              | Владимир Лисенков Торжок         | Алексей Харитонов Заречный Евгений Морозов Дзержинск               |
| до 90 кг          | Сергей Лоповок Кстово              | Максим Брянов Карачаево-Черкесия | Юрий Аликин Пермь Игорь Куринной Москва                            |
| до 100 кг         | Дмитрий Максимов Москва            | Геннадий Ливенцев Смоленск       | Фёдор Емельяненко Старый Оскол Руслан Гасымов Санкт-Петербург      |
| свыше 100 кг      | Мурат Хасанов Майкоп               | Мурат Озов Майкоп                | Михаил Старков Екатеринбург Константин Работнов Кабардино-Балкария |

## Командный зачёт
1. Нижегородская область;
2. Москва;
3. Адыгея;
4. Курганская область;